# Дніпровська селищна рада
Дніпро́вська се́лищна ра́да — орган місцевого самоврядування в Верхньодніпровському районі Дніпропетровської області. Адміністративний центр — селище міського типу Дніпровське.

## Загальні відомості
- Територія ради: 2,9 км²
- Населення ради: 5 809 осіб (станом на 2001 рік)

## Населені пункти
Селищній раді підпорядковані населені пункти:
- смт Дніпровське

## Склад ради
Рада складається з 30 депутатів та голови.
- Голова ради: Січовий Володимир Петрович
- Секретар ради: Ступник Тетяна Миколаївна

### Керівний склад попередніх скликань
| Прізвище, ім'я, по батькові | Основні відомості                                                                      | Дата обрання | Дата звільнення |
| --------------------------- | -------------------------------------------------------------------------------------- | ------------ | --------------- |
| Прищепа Анатолій Федорович  | Селищний голова, 1963 року народження, член Народної партії                            | 26.03.2006   | 31.10.2010      |
| Січовий Володимир Петрович  | Селищний голова, 1950 року народження, освіта середня спеціальна, член Партії регіонів | 31.10.2010   |                 |

Примітка: таблиця складена за даними сайту Верховної Ради України

### Депутати
За результатами місцевих виборів 2010 року депутатами ради стали:

#### За суб'єктами висування
| Суб'єкт висування | Кількість обраних депутатів | %  |
| ----------------- | --------------------------- | -- |
| Самовисування     | 18                          | 60 |
| Партія регіонів   | 12                          | 40 |

#### За округами
| № округу        | Прізвище, ім'я, по батькові      | Дата визнання обраним | Освіта  | Партійна приналежність                                      | Відомості про обраного депутата                                      |
| --------------- | -------------------------------- | --------------------- | ------- | ----------------------------------------------------------- | -------------------------------------------------------------------- |
| Партія регіонів |                                  |                       |         |                                                             |                                                                      |
| 1               | Бублей Ігор Миколайович          | 03.11.2010            | вища    | член Партії регіонів                                        | Дніпровська лікарня, лікар-стоматолог                                |
| 2               | Кусий Володимир Теодозійович     | 03.11.2010            | середня | член Партії регіонів                                        | спорт-комплекс «Дніпровець», тренер з футболу                        |
| 6               | Бондар Юрій Євгенович            | 03.11.2010            | вища    | член Партії регіонів                                        | тимчасово не працює                                                  |
| 8               | Лошук Володимир Васильович       | 03.11.2010            | вища    | член Партії регіонів                                        | Верхньодніпровське УЕГМ, слюсар                                      |
| 9               | Блохіна Лариса Василівна         | 03.11.2010            | середня | член Партії регіонів                                        | клуб «ЮнийТехнік», директор                                          |
| 13              | Ступник Тетяна Миколаївна        | 03.11.2010            | вища    | член Партії регіонів                                        | Дніпровська селищна рада, секретар                                   |
| 14              | Боняк Антоніна Юріївна           | 03.11.2010            | середня | член Партії регіонів                                        | Дніпровська лікарня, медсестра                                       |
| 22              | Бодянська Надія Володимирівна    | 03.11.2010            | середня | член Партії регіонів                                        | тимчасово не працює                                                  |
| 25              | Поляковська Тетяна Олексіївна    | 03.11.2010            | середня | член Партії регіонів                                        | Дніпровська ДМШ, директор                                            |
| 27              | Польща Ольга Володимирівна       | 03.11.2010            | вища    | член Партії регіонів                                        | Дніпровське газове господарство, диспетчер                           |
| 28              | Борисенко Віктор Володимирович   | 03.11.2010            | вища    | член Партії регіонів                                        | приватний підприємець                                                |
| 30              | Лобовко Іван Григорович          | 03.11.2010            | середня | член Партії регіонів                                        | спорт-комплекс «Дніпровець», тренер                                  |
| Самовисування   |                                  |                       |         |                                                             |                                                                      |
| 3               | Васькін Олександр Миколайович    | 03.11.2010            | вища    | позапартійний                                               | ВАТ «ДКПК», начальник котлотурбінного цеху                           |
| 4               | Касілов Олег Євгенович           | 03.11.2010            | вища    | позапартійний                                               | ВАТ «ДКПК», заступник головного енергетика                           |
| 5               | Лобаш Андрій Юрійович            | 03.11.2010            | вища    | позапартійний                                               | ВАТ «ДКПК», майстер дільниці                                         |
| 7               | Шевченко Вадим Іванович          | 03.11.2010            | вища    | позапартійний                                               | ВАТ «ДКПК», працівник                                                |
| 10              | Сербіна Ольга Степанівна         | 03.11.2010            | вища    | позапартійна                                                | ВАТ «ДКПК», інженер з якості                                         |
| 11              | Сушениця Світлана Олексіївна     | 03.11.2010            | вища    | позапартійна                                                | комунальне підприємство «Дніпровське», начальник абонентного відділу |
| 12              | Муха Олександр Володимирович     | 03.11.2010            | середня | позапартійний                                               | «Верхньодніпровський лісгосп», лісник                                |
| 15              | Діхтяр Віталій Леонідович        | 03.11.2010            | вища    | позапартійний                                               | ВАТ «ДКПК», начальник адміністративного відділу                      |
| 16              | Яцков Василь Володимирович       | 03.11.2010            | вища    | член Політичної партії Всеукраїнського об'єднання «Громада» | Дніпровська СЗБШ, вчитель                                            |
| 17              | Стреха Володимир Володимирович   | 03.11.2010            | вища    | позапартійний                                               | ВАТ «ДКПК», майстер по ремонту                                       |
| 18              | Клименко Олександр Володимирович | 03.11.2010            | вища    | позапартійний                                               | ВАТ «ДКПК», начальник дільниці засобів зв'язку                       |
| 19              | Мелешко Тетяна Михайлівна        | 03.11.2010            | вища    | позапартійна                                                | Дніпровська СЗБШ, вчитель                                            |
| 20              | Петров Ігор Миколайович          | 03.11.2010            | середня | позапартійний                                               | приватний підприємець                                                |
| 21              | Міхеєнко Надія Василівна         | 03.11.2010            | вища    | позапартійна                                                | Дніпровська СЗБШ, вчитель                                            |
| 23              | Прокоф'єв Сергій Володимирович   | 03.11.2010            | вища    | позапартійний                                               | ВАТ «ДКПК», інженер електроник                                       |
| 24              | Сафронова Тетяна Вікторівна      | 03.11.2010            | вища    | позапартійна                                                | Дніпровська СЗБШ, вчитель                                            |
| 26              | Логвінов Сергій Іванович         | 03.11.2010            | вища    | позапартійний                                               | ВАТ «ДКПК», старшим майстром                                         |
| 29              | Грабовецька Галина Вячеславівна  | 03.11.2010            | середня | позапартійна                                                | ВАТ «ДКПК», апаратник екстракторщик                                  |